# San Lorenzo da Brindisi
San Lorenzo da Brindisi je bývalý římský kostel v rione Ludovisi, na via Sicilia.
Byl postaven roku 1912 architektem Milanim pro kapucíny.

## Budova
Fasáda imituje románský sloh, s portálem podpíraným sloupy. Interiér je trojlodní. Kostel uchovával několik významných děl: na hlavním oltáři Svatý Vavřinec a Madona s dítětem od Soldaticza; a bohatou dekoraci Guerrieriho.
Roku 1968 kapucíni stavbu opustili a budova byla prodána realitní kanceláři. Po přestavbě slouží jako místo konání kongresů.